# Rábé
Rábé (szerbül Рабе / Rabe) Törökkanizsa községhez tartozó település Szerbiában, a Vajdaságban, az Észak-bánsági körzetben. Közigazgatásilag nem önálló település, hanem a magyarmajdányi Helyi közösséghez tartozik.

## Fekvése
A magyar-román-szerb hármashatár (Triplex Confinium) mellett, Törökkanizsától északkeletre, Óbéba és Magyarmajdány közt fekvő település.

## Története
Rábé Árpád-kori település. Nevét az oklevelek 1256-ban említették először Rabey néven.
1285-ben Rabe, 1333-ban és 1337-ben Rabe, 1482 Belsew Rabe, Kylsew Rabe, 1494-ben predia Kylsew Rabe, Belsew Rabe néven írták.
Rábé a Csanád nemzetség birtokai közé tartozott. 1256-ban a nemzetség tagjai közt kétfelé volt osztva: az Oroszlámos felé eső fele a Thelegdyeké, a másik fele pedig a Makófalvi családé volt. 1337-ben említették az itt lévő malmot is, melyet a két család közösen használt. 1333-ban neve szerepelt a pápai tizedjegyzékben is. Papja ekkor 5 garas pápai tizedet fizetett. Egyházát valószínűleg a Csanád nemzetség alapította.
A török időkben, Temesvár eleste után a falu szintén behódolt a töröknek. A temesvári defterdár 1557-1558-ban 27 magyar lakost talált a faluban.
1561-ben Nádasdy Tamás nádor, a János Zsigmondhoz pártolt Thelegdy Mihály részét Kerecsényi Lászlónak adományozta.
1564-ben Jász Lukács, a királyi kincstár és Thelegdy Mihály voltak a földesurai. A török hódoltság alatt magyar jobbágysága kipusztult. 1582-ben csak 3 szerb juhász lakta, de nemsokára ezek is tovább vonultak és Rábéből puszta lett, melyet Wesselényi nádor 1655-ben Horváth-Kissevits György királyi titkárnak, Czorgáll Ferencnek és Csór Györgynek adományozott, 1701-ben pedig igényt jelentett be rá a csanádi püspök is, majd 1723-ban temesvári igazgatóság bérbe adta Veliki Vászó szegedi kapitánynak.
A mai helység lakosait a csanádi tiszttartóság 1777-ben telepítette, Szegedről való dohánytermelő lakosokból.
1783-ban a királyi kamara bérbe adta Szeged városának és ettől fogva lakossága egyre szaporodott. Önálló községgé az 1800-as évek vége, 1900 eleje körüli időkben alakult.
1875-ben az árvíz az egész határt elöntötte.
A 20. század elején Torontál vármegye Törökkanizsai járásához tartozott.
1910-ben 478 lakosából 469 magyar, 7 román volt. Ebből 471 római katolikus, 7 görögkeleti ortodox volt.
2019 októberében megnyílik a határátkelő Magyarország felé.

## Népesség

### Demográfiai változások
| 1948 | 1953 | 1961 | 1971 | 1981 | 1991 | 2002 | 2011 |
| ---- | ---- | ---- | ---- | ---- | ---- | ---- | ---- |
| 400  | 407  | 390  | 306  | 221  | 195  | 135  | 106  |